# Mirosław Kobus
Mirosław Kobus (* 15. Juni 1985 in Wałbrzych) ist ein polnischer Biathlet.
Mirosław Kobus ist Sportsoldat und lebt in Sokolowsko. 2001 begann er mit dem Biathlonsport, seit 2003 gehört er den polnischen Nationalkader an. Er wird von Jan Ziemianin trainiert und tritt seit 2007 für BKS UP Koscielisko, zuvor für den AZS AE Wrocław, an. Erste internationale Rennen bestritt er 2004 im Rahmen der Junioren-Wettbewerbe des Biathlon-Europacups. Noch im selben Jahr nahm er in der Haute-Maurienne erstmals an Junioren-Weltmeisterschaften teil und wurde 51. im Einzel und Zehnter mit der Staffel. Die Junioren-Europameisterschaften 2004 in Minsk beendete er als 30. im Einzel, 32. im Sprint und 29. der Verfolgung, mit der Staffel belegte er Rang sechs. Im Sommer des Jahres startete Kobus bei den Junioren-Wettkämpfen der Sommerbiathlon-Weltmeisterschaften in Osrblie. Im Sprint lief er auf den 13. Platz, wurde 15. in der Verfolgung und 28. des Massenstarts. Mit der Staffel belegte er den sechsten Platz. Auch 2005 nahm er an den Weltmeisterschaften und den Europameisterschaften der Junioren teil. Die EM in Nowosibirsk brachte mit den Plätzen elf im Sprint, 13 in der Verfolgung und 17 im Einzel sowie fünf mit der Staffel gute Ergebnisse, weniger gut verlief die WM in Kontiolahti mit den Rängen 34 in Einzel und Sprint sowie 38 in der Verfolgung und elf mit der Staffel. Letztes Großereignis bei den Junioren wurde die EM 2006 in Langdorf, wo Kobus 30. des Einzels, 54. des Sprints, 40. der Verfolgung und Elfter mit der Staffel wurde. Zum Ende der Junioren-Karriere erreichte er bei den Europacup-Wettbewerben 2006 in Gurnigel mehrfach einstellige Platzierungen, darunter einen zweiten Rang hinter Kaspars Dumbris im Massenstart und erreichte damit seine besten Ergebnisse in dieser Wettkampfserie.
Zum Beginn der Saison 2006/07 rückte Kobus in den Leistungsbereich auf und gab sein Debüt in Obertilliach im Europacup, wo er im Sprint 44. wurde. Sein bislang bestes Ergebnis in dieser Wettkampfserie erreichte er bislang 2009 in Osrblie mit einem 12. Platz im Einzel. In Oberhof konnte er 2007 erstmals im Biathlon-Weltcup laufen und wurde 101. in einem Sprintrennen. In seiner ersten Weltcup-Saison durfte Kobus in Antholz auch erstmals an den Biathlon-Weltmeisterschaften 2007 teilnehmen und erreichte mit Rang 55 im Sprint sein bislang zugleich bestes Weltcup-Ergebnis. Im folgenden Verfolgungsrennen wurde er überrundet und kam somit nicht ins Ziel. Im Einzel erreichte er den 76. Platz, mit der Staffel an der Seite von Krzysztof Pływaczyk, Grzegorz Bodziana und Tomasz Sikora 13. zudem nahm er an den Biathlon-Europameisterschaften 2007 in Bansko teil. In Einzel und Sprint belegte er die Plätze 54, mit der Staffel wurde er in der WM-Besetzung Zehnter. Die zweite EM lief Kobus 2009 in Ufa, wo er die Plätze 36 im Sprint, 38 in der Verfolgung, 28 im Einzel und 12. mit der Staffel wurde. Im Sommer nahm er an den Sommerbiathlon-Europameisterschaften 2009 in Nové Město na Moravě teil, wo er 32. im Sprint wurde und damit den darauf basierenden Massenstart um zwei Ränge verpasste. Nach zwei Jahren Pause wurde Kobus zur Saison 2009/10 wieder im Weltcup eingesetzt und kam bis zu den Olympischen Winterspielen 2010 in Vancouver regelmäßig zum Einsatz, kam aber nie über einen 67. Platz beim Einzel in Östersund zum Auftakt der Saison hinaus. Bei den Spielen war er polnischer Ersatzmann, kam aber nicht zum Einsatz, obwohl er neben Tomasz Sikora und Łukasz Szczurek als einer von nur drei Biathleten in den Olympiakader berufen wurde. Zum Saisonhöhepunkt wurden damit die Biathlon-Europameisterschaften 2010 in Otepää. Im Sprint erreichte er den 41. Platz, wurde in der Verfolgung 36., 35. im Einzel und mit Łukasz Witek, Adam Kwak und Sebastian Witek Siebter im Staffelrennen.
National gewann Kobus 2006 mit der Staffel von AZS AE Wrocław, zu der auch Mariusz Leja und Krzysztof Pływaczyk gehörten, die Bronzemedaille. 2007 gewann er mit Adam Kwak, Wiesław Ziemianin und Łukasz Szczurek – nun für den BKS WP Kościelisko startend – den Staffeltitel. Auch 2009 gewann er mit Kwak, Pływaczyk und Szczurek erneut den Titel und wurde zudem hinter Sikora und Szczurek Dritter im Sprint sowie hinter Sikora Vizemeister der Verfolgung.

## Biathlon-Weltcup-Platzierungen
Die Tabelle zeigt alle Platzierungen (je nach Austragungsjahr einschließlich Olympische Spiele und Weltmeisterschaften).
- 1.–3. Platz: Anzahl der Podiumsplatzierungen
- Top 10: Anzahl der Platzierungen unter den ersten zehn (einschließlich Podium)
- Punkteränge: Anzahl der Platzierungen innerhalb der Punkteränge (einschließlich Podium und Top 10)
- Starts: Anzahl gelaufener Rennen in der jeweiligen Disziplin
- Staffel: inklusive Mixed- und Single-Mixed-Staffeln

| Platzierung                      | Einzel | Sprint | Verfolgung | Massenstart | Staffel | Gesamt |
| -------------------------------- | ------ | ------ | ---------- | ----------- | ------- | ------ |
| 1. Platz                         |        |        |            |             |         |        |
| 2. Platz                         |        |        |            |             |         |        |
| 3. Platz                         |        |        |            |             |         |        |
| Top 10                           |        |        |            |             |         |        |
| Punkteränge                      |        | 2      | 2          |             | 7       | 11     |
| Starts                           | 9      | 17     | 3          |             | 7       | 36     |
| Stand: nach der Saison 2010/2011 |        |        |            |             |         |        |